# Zosterop de Sri Lanka
El zosterop de Sri Lanka (Zosterops ceylonensis) és un ocell de la família dels zosteròpids (Zosteropidae).

## Hàbitat i distribució
Habita boscos, clars i arbusts de les muntanyes de Sri Lanka.